# Yuki Yamamura
Yuki Yamamura (født 1. august 1990) er en japansk fodboldspiller.
Han har spillet for flere forskellige klubber i sin karriere, herunder Mito HollyHock.